# Diego (calciatore 1988)
Diego Carlos de Oliveira (Campos Altos, 15 maggio 1988) è un ex calciatore brasiliano, di ruolo attaccante.